# Antonia Novello
Antonia Coello de Novello, M.D., (23 de agosto de 1944) es una médica, y administradora de salud pública puertorriqueña. Fue vicealmirante en el Cuerpo Comisionado del Servicio de Salud Pública y sirvió como la decimocuarta Cirujana Gral. de EE. UU. de 1990 a 1993. Novello fue la primera mujer y la primera hispana en servir como Cirujana General.
Novello sirvió como Comisionada de Salud del Estado de Nueva York de 1999 a 2006. Novello fue acusada formalmente, el 12 de mayo de 2009, en Nueva York, por defraudar al gobierno y presentar documentos apócrifos. Y el 26 de junio de 2009, en un acuerdo con los fiscales, se declaró culpable de un cargo de presentación de documentación falsa, que implicaba los derechos de los trabajadores.

## Carrera 1

### Servicio Público de Salud
En 1979, Novello se unió al Servicio Público de Salud y recibió una comisión en el Cuerpo Comisionado del Servicio de Salud Pública (acrónimo del inglés PHSCC). Su primer destino fue como Jefa de proyecto en el Instituto Nacional de Artritis, Metabolismo y Enfermedades Digestivas de la Institutos Nacionales de la Salud (NIH). A partir de 1976, tuvo también un contrato de clínica en pediatría, en el Hospital de la Universidad de Georgetown. Durante sus años en NIH, Novello trabajó con su título de MPH de la Facultad Johns Hopkins de Higiene y Salud Pública, recibiendo el grado en 1982.
Novello ocupó diversos cargos en los NIH, antes de ser nombrada para Asistente de Cirujano en grado de general, en el PHSCC, y asignación de Directora Adjunta del Instituto Nacional de Salud Infantil y Desarrollo Humano (NICHD) en 1986. También se desempeñó como Coordinadora de Estudios de Sida para el NICHD desde septiembre de 1987. En este cargo, desarrolló un interés especial en la integración Sida y pediatría, llamando la atención de la Casa Blanca.
Novello hizo contribuciones importantes en la redacción, y promulgación de la Ley de Contratos de trasplantes de Órganos de 1984, mientras estaba asignada a la Comisión de Trabajo y Recursos Humanos del Senado de los Estados Unidos, trabajando con el personal del Pte. de la comisión Orrin Hatch.

### Cirujana General
Novello fue nombrada Inspectora General de Sanidad, por el presidente George H. W. Bush, comenzando su mandato el 9 de marzo de 1990, y fue ascendida para el cargo temporal, a vicealmirante en el cuerpo regular, mientras fuese Cirujana General. Así fue la primera mujer y la primera hispana en recibir tal posición.
Durante su mandato como directora general de Sanidad, Novello centró su atención en la salud de las mujeres, los niños y las minorías, así como de consumo de alcohol, tabaco, y Sida. Jugó un papel importante en el lanzamiento de la "Iniciativa de Niños Saludables Listos para Aprender"; y, ha participado activamente en el trabajo con otras organizaciones para promover immunización de los niños, y los esfuerzos de prevención de lesiones infantiles. Habló a menudo y con fuerza, sobre el consumo ilegal de alcohol, y pidió al inspector general del Departamento de Salud y Servicios Sociales de los Estados Unidos para emitir, en conjunto, una serie de ocho informes sobre el tema.
También trabajó para desalentar el uso ilegal de tabaco entre los jóvenes, y ha criticado reiteradamente la industria del tabaco pr apelar al mercado de los jóvenes mediante el uso de personajes de dibujos animados como Joe Camel. Un taller que convocó dio lugar a la aparición de la "Iniciativa Nacional de Salud de los Hispanos / Latinos".
Novello fue polémica entre los defensores del derecho al aborto debido a su apoyo a una política que prohíbe a los trabajadores del programa de planificación familiar que reciben financiamiento federal, el discutir el aborto con sus pacientes.
Novello dejó el cargo de director general de Sanidad, el 30 de junio de 1993, con el gobierno del presidente Bill Clinton alabándola por su "vigor y talento."

### Últimos años
Después de dejar el cargo de Directora Gral. de Sanidad, permaneció en el cuerpo regular del Servicio de Salud Pública. Luego fue asignada como representante Especial de Salud y Nutrición en United Nations Children's Fund (UNICEF), de 1993 a 1996, volviendo a su permanente dos estrellas de contraalmirante. En 1996, se convirtió en profesora visitante de Política Sanitaria y Gestión, en la Escuela de Higiene de la Universidad Johns Hopkins. Se retiró del Servicio de Salud Pública y Medio PHSCC, con el grado de vicealmirante.
En 1999, el gobernador del Estado de Nueva York George Pataki la nombró como Comisionada de Salud para el Estado, sirviendo hasta 2006. Desde 2008, ha sido vicepresidenta de Asuntos de Salud y Política para Mujeres y Niños, en el Hospital de Niños de Disney en Orlando, Florida.
Posteriormente trabajó como representante Especial de Salud y Nutrición para las Naciones Unidas.
En 2002, fue galardonada con la medalla del Bicentenario James Smithson. También la medalla "Legión al Mérito" por el Secretario de Estado de los Estados Unidos, Colin Powell, un honor que muy rara vez se concede a civiles.
Desde el 2020 Coello de Novello se dedica a asesoramiento y atención directa por la Pandemia de COVID19 en Puerto Rico así como suministrando vacunas de manera voluntaria.

### Filmografía
Como la Dra. Novello
- Hábitos sanos... Vida sana (película de TV)

- 2001 Last Party 2000 (documental)

- 1996-1998 To the Contrary (serie de TV) panelista

- – Girls Incorporated (1998) … panelista

- – Managed Care (1997) … panelista

- – Drinking: A Love Story (1996) … panelista

- – Episodio #5.7 (1996) … panelista

- In a New Light: A Call to Action in the War Against AIDS (1996) (documental de TV)

## Vida personal
Novello se casó con el excirujano de la Marina y psiquiatra, Joseph R. Novello. Es hermanastra del pupilo de Saturday Night Live Don Novello, creador del personaje Padre Guido Sarducci.

## Condena por delito grave
Un informe de enero de 2009 por la Oficina del Inspector General de Nueva York, afirmó que durante su mandato de siete años como Comisionada de Salud, del Estado de Nueva York, Novello abusó sistemáticamente de su autoridad sobre el personal del dpto. de Salud, teniendo a su servicio  personal del Departamento de Salud, como sus chóferes personales, porteadores, y asistentes de compras, durante  siete años."
La Oficina del Inspector General, se refirió a una causa penal contra ella por parte del fiscal de distrito del Condado de Albany David Soares. El 12 de mayo de 2009, fue dada a conocer una acusación grave, de un cargo de fraude al gobierno, tres cargos de presentación de instrumentos falsos, y dieciséis cargos de robo en servicios públicos. Tras la lectura de cargos, por el juez Stephen Herrick, y representada por el abogado E. Stewart Jones, en un principio se declaró "no culpable", de todas las denuncias, pero finalmente se declaró culpable de un cargo de delito grave por presentar un instrumento falso, a cambio de una sentencia leve y mitigar los otros cargos. Su declaración de culpabilidad, fue aceptada por el tribunal el 13 de agosto de 2009.

## Huracán María
Luego del paso del Huracán María por Puerto Rico el 20 de septiembre de 2017, la Dra. Antonia Novello, se integró a las labores de reconstrucción de la isla.  La Dra. Novello proveyó su ayuda voluntariamente a varias organizaciones sin fines de lucro como PACIV Foundation y VOCES.  Estuvo activa en múltiples actividades de reconstrucción, entrega de alimentos y medicamentos, vacunación, sirvió como portavoz de la crisis de la isla en los Estados Unidos entre múltiples gestiones.